# Fontan
Pour les articles homonymes, voir Fontan (homonymie).
Ne doit pas être confondu avec Fontans.
Fontan (en italien Fontano et Funtan en Ligure/royasque) est une commune française située dans le département des Alpes-Maritimes, en région Provence-Alpes-Côte d'Azur.
Ses habitants sont appelés les Fontannais.

## Géographie

### Localisation
Village situé à 2 km de Saorge et 12 km de Tende, en limite du parc national du Mercantour.

### Communes limitrophes
| Tende  | Tende  | La Brigue |
| Saorge | Fontan | La Brigue |
| Saorge | Saorge | Saorge    |

### Géologie et relief
La commune de Fontan comprend les hameaux de Bergue inférieur et de Bergue supérieur qui ont dû être fondés au Xe siècle par des habitants de Saorge à la recherche de terres agricoles.
En face de Fontan, de l'autre côté de la Roya se trouve le hameau de Tourette.
Les gorges de Bergue, taillées dans les schistes rouges.
En remontant la vallée, Saorge, village de garnison, puis Fontan, marquent la transition avec le milieu
montagnard.
La commune se compose de 42,44 hectares de territoires artificialisés (0,86 %) et 4 907,73 hectares de forêts et milieux semi-naturels (99,15 %).
Espaces naturels :
- Un espace protégé hors Natura 2000 :

Mercantour.
- Trois espaces protégés Natura 2000 :

Le Mercantour SIC,
Marguareis - La Brigue - Fontan - Saorge,
Le Mercantour ZPS.
- Six zones naturelles d'intérêt écologique, faunistique et floristique (Znieff) :

Bassin de la Roya,
Vallon et forêt de Caïros,
Gorges de la Roya,
Mercantour, de la vallée des Merveilles à la Haute Tinée,
Vallon de la Bendola,
Mont Bégo.

### Hydrographie et eaux souterraines

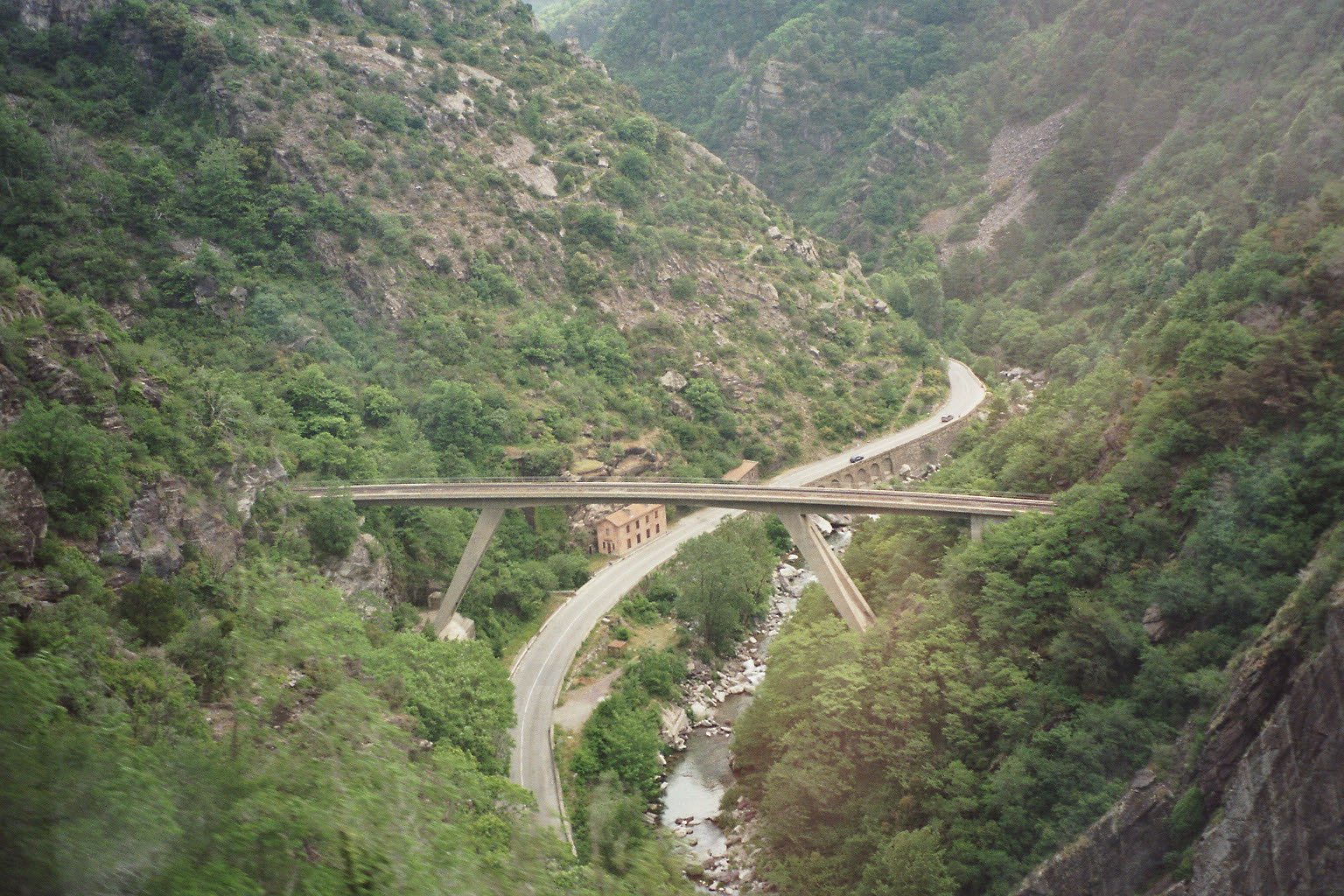
Ligne de Tende :
viaduc de Scarassoui.

Cours d'eau sur la commune ou à son aval :
- fleuve la Roya ;
- vallons de groa, de bergue, de pévé, de caïros, de la bendola[16] ;
- torrent de la Céva[17], des celles ;
- 7 ruisseaux : de Rorf, du Gat, de Cabane, de Durmiose, des Conques, de Mouga, de Pinciné ;
- lacs de montagne[18] : lac Garde-Peire, lac jugale[19], lac Scandail ;
- cascade du Paganin[20].

La commune dispose d'une station d'épuration d'une capacité de 1 000 équivalent-habitants.

### Catastrophes naturelles - Sismicité
Le 2 octobre 2020, de nombreux villages des diverses vallées des Alpes-Maritimes (Breil-sur-Roya, Fontan, Roquebillière, St-Martin-Vésubie et Tende...) sont fortement impactés par un "épisode méditerranéen" de grande ampleur. Certains hameaux de la commune restent inaccessibles jusqu'à plus d'une semaine après la catastrophe et l'électricité n'a été rétablie que vers le 20 octobre. L'Arrêté du 7 octobre 2020 portant reconnaissance de l'état de catastrophe naturelle a identifié la commune au titre des "Inondations et coulées de boue du 2 au 3 octobre 2020".
La commune est située dans une zone de sismicité moyenne (zone 4).

### Climat
Pour des articles plus généraux, voir Climat de Provence-Alpes-Côte d'Azur et Climat des Alpes-Maritimes.
En 2010, le climat de la commune est de type climat méditerranéen altéré, selon une étude du Centre national de la recherche scientifique s'appuyant sur une série de données couvrant la période 1971-2000. En 2020, Météo-France publie une typologie des climats de la France métropolitaine dans laquelle la commune est exposée à un climat de montagne ou de marges de montagne et est dans la région climatique  Var, Alpes-Maritimes, caractérisée par une pluviométrie abondante en automne et en hiver (250 à 300 mm en automne), un très bon ensoleillement en été (fraction d’insolation > 75 %), un hiver doux (8 °C) et peu de brouillards. 
Pour la période 1971-2000, la température annuelle moyenne est de 12,4 °C, avec une amplitude thermique annuelle de 16,4 °C. Le cumul annuel moyen de précipitations est de 1 004 mm, avec 5,3 jours de précipitations en janvier et 5,1 jours en juillet. Pour la période 1991-2020, la température moyenne annuelle observée sur la station météorologique de Météo-France la plus proche, « Tende_sapc », sur la commune de Tende à 10 km à vol d'oiseau, est de 12,0 °C et le cumul annuel moyen de précipitations est de 1 048,1 mm. 
La température maximale relevée sur cette station est de 39,3 °C, atteinte le 28 juin 2019 ; la température minimale est de −10,2 °C, atteinte le 28 février 2018,,. 
Les paramètres climatiques de la commune ont été estimés pour le milieu du siècle (2041-2070) selon différents scénarios d'émission de gaz à effet de serre à partir des nouvelles projections climatiques de référence DRIAS-2020. Ils sont consultables sur un site dédié publié par Météo-France en novembre 2022.

### Voies de communications et transports

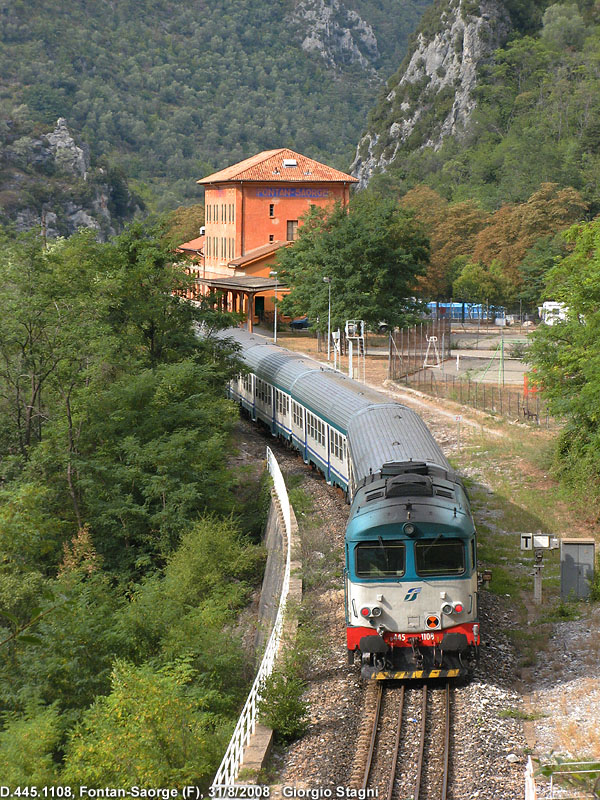
Gare de Fontan-Saorge.

#### Accès et voies routières
Village desservi par la Route nationale 204.
- Le pont de Tourette permettant d'accéder à Tourette. Le premier pont construit en maçonnerie avait été construit en 1835 pour remplacer une passerelle. Lézardé par une grosse crue, il a été reconstruit en ciment armé en 1913. Détruit par les Allemands pendant leur retraite du 25 avril 1945, il a été reconstruit en 1952.
- La boucle de Bergue de la ligne de Tende, tunnel hélicoïdal passant sous le hameau. À la sortie inférieure du tunnel se trouve le viaduc de Scarassoui permettant de franchir la route départementale et la Roya.
- Le chemin de Groa, ancienne route ducale du sel venant de Breil, la Giandola, Paspus, Saorge, puis à l'emplacement de la halte ferroviaire de Fontan-Saorge et le hameau de Tourette.
- Le circuit de la Céva avec la route pastorale suivant le torrent de la Céva vers le plateau du même nom.

#### Transports en commun
Transport en Provence-Alpes-Côte d'Azur
- Gare de Fontan - Saorge[32].
- Réseau bus ligne 25 de la compagnie de transport Zest.

Le périmètre de Schéma de cohérence territoriale (SCOT) comprend 15 communes : Breil sur Roya, Sospel, la Turbie, Moulinet, Saorge, Tende, Beausoleil, Menton, Sainte Agnès, Fontan, Roquebrune cap Martin, Gorbio, Castellar, la Brigue, Castillon.
Douze communes de l’aire du SCoT ont été classées en zone montagne par les arrêtés interministériels
en date du 20 février 1974 et du 28 avril 1976 : 6 communes du Haut-Pays (Tende, La Brigue,
Fontan, Saorge, Breil-Sur-Roya, Moulinet) et celles de la Frange Sud de la zone montagne très urbanisée (Sospel, Castillon, Castellar, Gorbio, Sainte-Agnès et Peille).

### Typologie
Au 1er janvier 2024, Fontan est catégorisée commune rurale à habitat dispersé, selon la nouvelle grille communale de densité à 7 niveaux définie par l'Insee en 2022.
Elle est située hors unité urbaine et hors attraction des villes,.

## Toponymie
Le nom de Fontan vient de Fontes Aquarum rappelant les sources fraîches qui alimentent le village.

## Histoire

Fontan, dans le domaine royasque, dialecte ligure.

Les plus anciennes traces d'occupation humaine sur la commune sont les gravures rupestres néolithiques découvertes en 2017 dans le vallon du Haut-Couletta. Elles se rapportent à l'art de la région du mont Bego et de la vallée des Merveilles.
Le village fut créé le 30 juin 1616 par une ordonnance du duc de Savoie Charles-Emmanuel Ier indiquant :
Ayant avec de très grands moyens et dépenses fait tracer les nouvelles routes carrossables de la Mer en Piémont, afin d'introduire un grand trafic et un grand commerce dans nos États... ayant été nécessaire de détourner la route des lieux et terres de Breil et Saorge... considérant la nécessité où se trouve le peuple de Saorge d'avoir quelques habitations hors de l'agglomération, du fait du peu de place dont dispose celle-ci, considérant que les négociants ne pouvant se loger à Saorge seront obligés de s'établir près de l'endroit où passe la route nouvelle, voulant pourvoir à tout cela, il est permis de choisir quelque lieu plus commode, qui entre Sospel et Tende, se trouve où l'on puisse résider plus aisément.
Nous étant pleinement informés de la qualité du lieu et territoire nommé le Fontan, comme endroit commode, aéré, sain, abondant en eau de source et possédant des terrains propres à la culture des cultures et de la vigne... nous avons ordonné et ordonnons que tous ceux qui voudront habiter sur la route, dans le terroir de Saorge, soit pour tenir hôtellerie, ou faire autre commerce doivent y construire à l'exclusion de tout autre endroit.
La présence dans la région de la peste en 1631 pousse des familles de Saorge à s'établir à Fontan.
Cependant, la position du village sur une route commerciale va aussi la placer sur une route d'invasion des armées vers le Piémont.
Fontan et ses hameaux de Bergue, plus haut dans la vallée, sont inféodés par achat au comte Solaro de Govone, marquis de Breil, écuyer de la duchesse de Savoie et gouverneur du prince de Piémont. Il cède ce fief aux Roffredo qui sont restés seigneurs de Fontan et de Saorge jusqu'en 1794.
Le quartier général de l'armée sarde pendant la guerre entre le Piémont et la France de 1792-1794 va s'établir à Fontan.
Pauline Borghèse et son mari passent le 20 avril 1808 par Fontan quand ils se rendent de Nice à Turin. Ils reçoivent l'hommage de la municipalité de Saorge et des notables de Fontan.
Le pape Pie VII passe à Fontan en 1809 quand, tenu prisonnier, il se rend à Nice, puis à Savone.
Fontan est devenue une commune autonome en 1871. Auparavant, elle faisait partie de Saorge.
Au cours de la Seconde Guerre mondiale, le village (prise de guerre) est occupé dès 1940 par les Italiens, et n'est restitué à l'administration française qu'en 1943. La totalité de la population civile du village a été ensuite déportée par les troupes allemandes jusqu'à Turin (Italie) entre le mois de décembre 1944 et avril 1945.
Cet épisode méconnu du conflit dans les Alpes-Maritimes a fait l'objet d'un mémoire de maîtrise d'Histoire contemporaine rédigé par Goulven Godon, sous la direction de Jean-Louis Panicacci, et soutenu à l'Université de Nice Sophia-Antipolis en juin 2004. Il est intitulé : La « déportation » des populations civiles des vallées de la Bévéra et de la Roya en Italie du Nord (1944-1945).

## Politique et administration

### Liste des maires
| Période   | Période   | Identité        | Étiquette | Qualité    |
| --------- | --------- | --------------- | --------- | ---------- |
| 1971      | 1989      | Camille Gioanni |           |            |
| mars 2001 | mars 2008 | Marius Tourrel  |           |            |
| mars 2008 | En cours  | Philippe Oudot  | DVD       | Commerçant |

### Budget et fiscalité 2023
En 2023, le budget de la commune était constitué ainsi :
- total des produits de fonctionnement : 481 000 €, soit 1 522 € par habitant ;
- total des charges de fonctionnement : 512 000 €, soit 1 621 € par habitant ;
- total des ressources d'investissement : 242 000 €, soit 766 € par habitant ;
- total des emplois d'investissement : 377 000 €, soit 119 € par habitant ;
- endettement : 178 000 €, soit 564 € par habitant.

Avec les taux de fiscalité suivants :
- taxe d'habitation : 14,00 % ;
- taxe foncière sur les propriétés bâties : 23,49 % ;
- taxe foncière sur les propriétés non bâties : 20,25 % ;
- taxe additionnelle à la taxe foncière sur les propriétés non bâties : 0,00 % ;
- cotisation foncière des entreprises : 0,00 %.

Chiffres clés Revenus et pauvreté des ménages en 2021 : médiane en 2021 du revenu disponible, par unité de consommation : 19 210 €.

## Population et société

### Démographie

#### Évolution démographique
L'évolution du nombre d'habitants est connue à travers les recensements de la population effectués dans la commune depuis 1872. Pour les communes de moins de 10 000 habitants, une enquête de recensement portant sur toute la population est réalisée tous les cinq ans, les populations de référence des années intermédiaires étant quant à elles estimées par interpolation ou extrapolation. Pour la commune, le premier recensement exhaustif entrant dans le cadre du nouveau dispositif a été réalisé en 2004.

En 2022, la commune comptait 309 habitants, en évolution de −12,22 % par rapport à 2016 (Alpes-Maritimes : +2,85 %, France hors Mayotte : +2,11 %).
| 1872  | 1876  | 1881  | 1886  | 1891  | 1896  | 1901  | 1906  | 1911 |
| ----- | ----- | ----- | ----- | ----- | ----- | ----- | ----- | ---- |
| 1 194 | 1 074 | 1 205 | 1 135 | 1 158 | 1 162 | 1 184 | 1 079 | 964  |

| 1921  | 1926  | 1931 | 1936 | 1946 | 1954 | 1962 | 1968 | 1975 |
| ----- | ----- | ---- | ---- | ---- | ---- | ---- | ---- | ---- |
| 1 441 | 1 021 | 860  | 731  | 499  | 523  | 437  | 326  | 257  |

| 1982 | 1990 | 1999 | 2004 | 2006 | 2009 | 2014 | 2019 | 2022 |
| ---- | ---- | ---- | ---- | ---- | ---- | ---- | ---- | ---- |
| 253  | 230  | 234  | 297  | 300  | 253  | 355  | 317  | 309  |

### Enseignement
Établissements d'enseignements :
- Écoles maternelles à Saorge, Breil-sur-Roya, La Brigue,
- École primaire[52],
- Collèges à Tende, Breil-sur-Roya,
- Lycées à Menton, Roquebrune-Cap-Martin[53].

### Santé
Professionnels et établissements de santé :
- Médecins à Breil-sur-Roya,
- Hôpitaux à Tende, Breil-sur-Roya, Roquebillière,
- Pharmacies à Breil-sur-Roya, Tende, Sospel.

### Cultes
- Culte catholique, Paroisse Notre-Dame de la Roya, Diocèse de Nice[55].

## Économie

### Entreprises et commerces

#### Agriculture
- Activités agricoles, élevage d'ovins et de caprins[56].

#### Tourisme
Hébergements :
- Chambre d'hôtes.
- Gîtes communaux.
- Camping Municipal référencé dans le Guide du routard 2009.

#### Commerces
- Commerces de proximité. Voir aussi Saorge
- En 1912, la Énergie électrique du littoral méditerranéen (E.E.L.M.) fit construire l'usine de Fontan sous la responsabilité de la Société des Grands Travaux de Marseille. Il est achevé le 25 janvier 1914 avec une puissance de 8 MW et à l'origine de l'une des cinq centrales hydrauliques EDF de la vallée de la Roya. Celle de la Gare de Saint-Dalmas-de-Tende, six fois plus puissante, ouvre la même année, suivie en 1917 par celle de Paganin d'une puissance de 13 MW[58].

L'usine hydroélectrique de Fontan avec une prise d'eau sur la Roya et une conduite souterraine, construite entre 1912 et 1914 par 500 ouvriers employés par la Compagnie des Grands Travaux de Marseille pour le compte de la Société Énergie Électrique du Littoral Méditerranéen. L'usine étant construite en aval des usines de Paganin et de Saint-Dalmas-de-Tende construites en territoire italien il va y avoir un différend entre les deux sociétés exploitantes qui a été réglé par un accord à la suite d'une conférence internationale du 20 janvier 1914. La société italienne ne respectant pas l'accord de 1914, une série de procès qui vont durer jusqu'au début de la Seconde Guerre mondiale.

## Culture locale et patrimoine

### Lieux et monuments

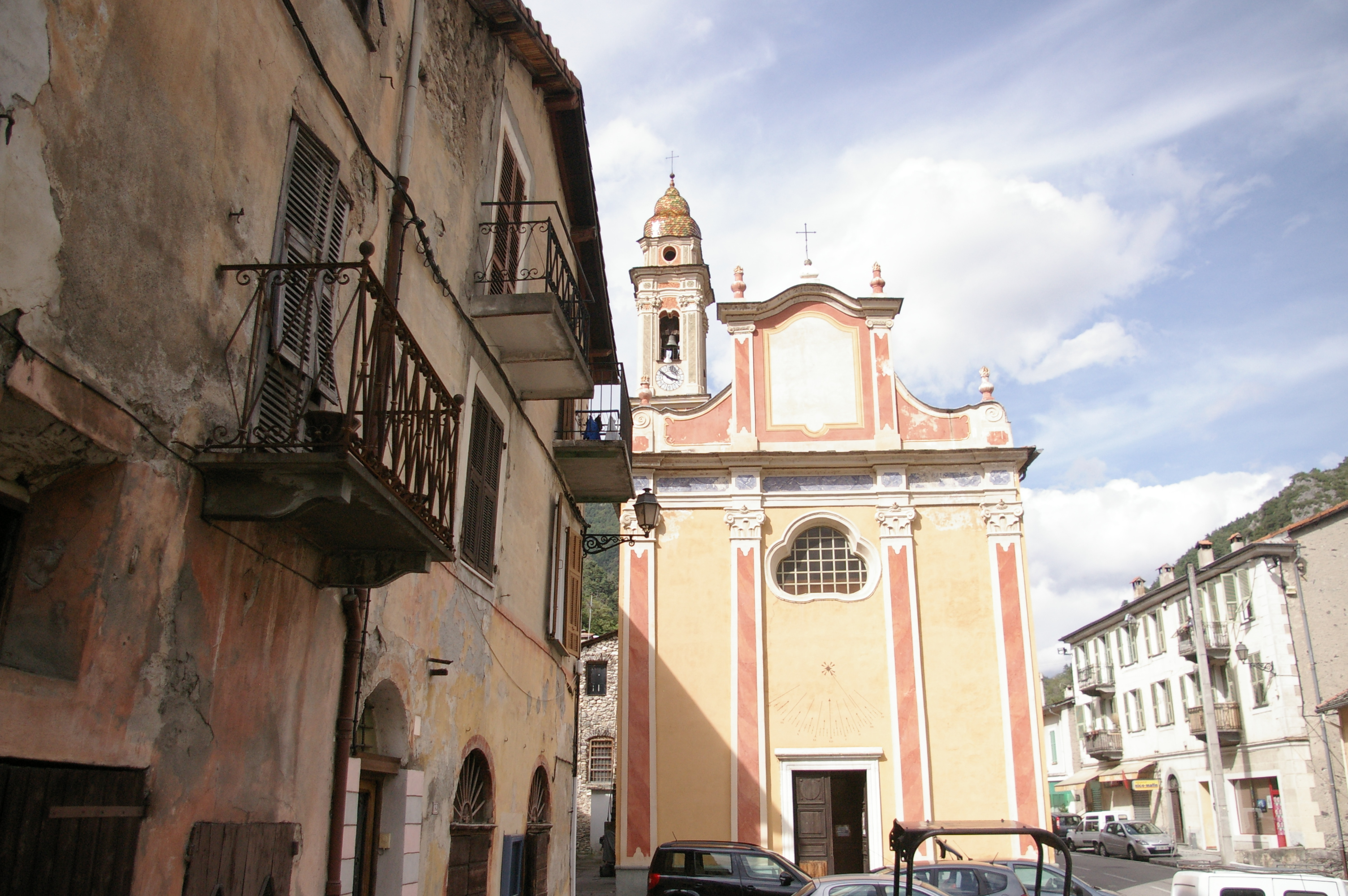
Église Notre-Dame-de-la-Visitation.
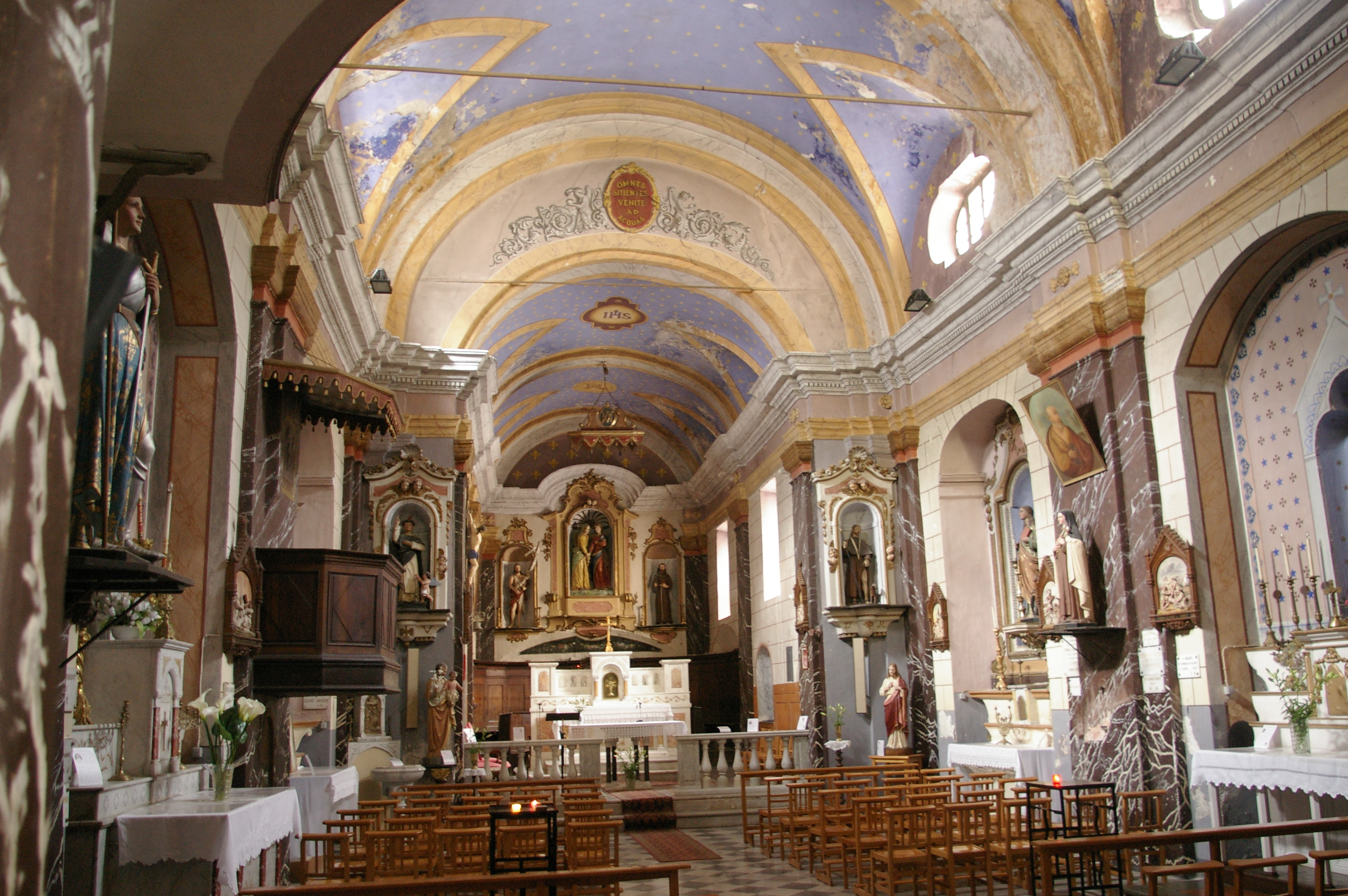
Intérieur de l'église Notre-Dame-de-la-Visitation.
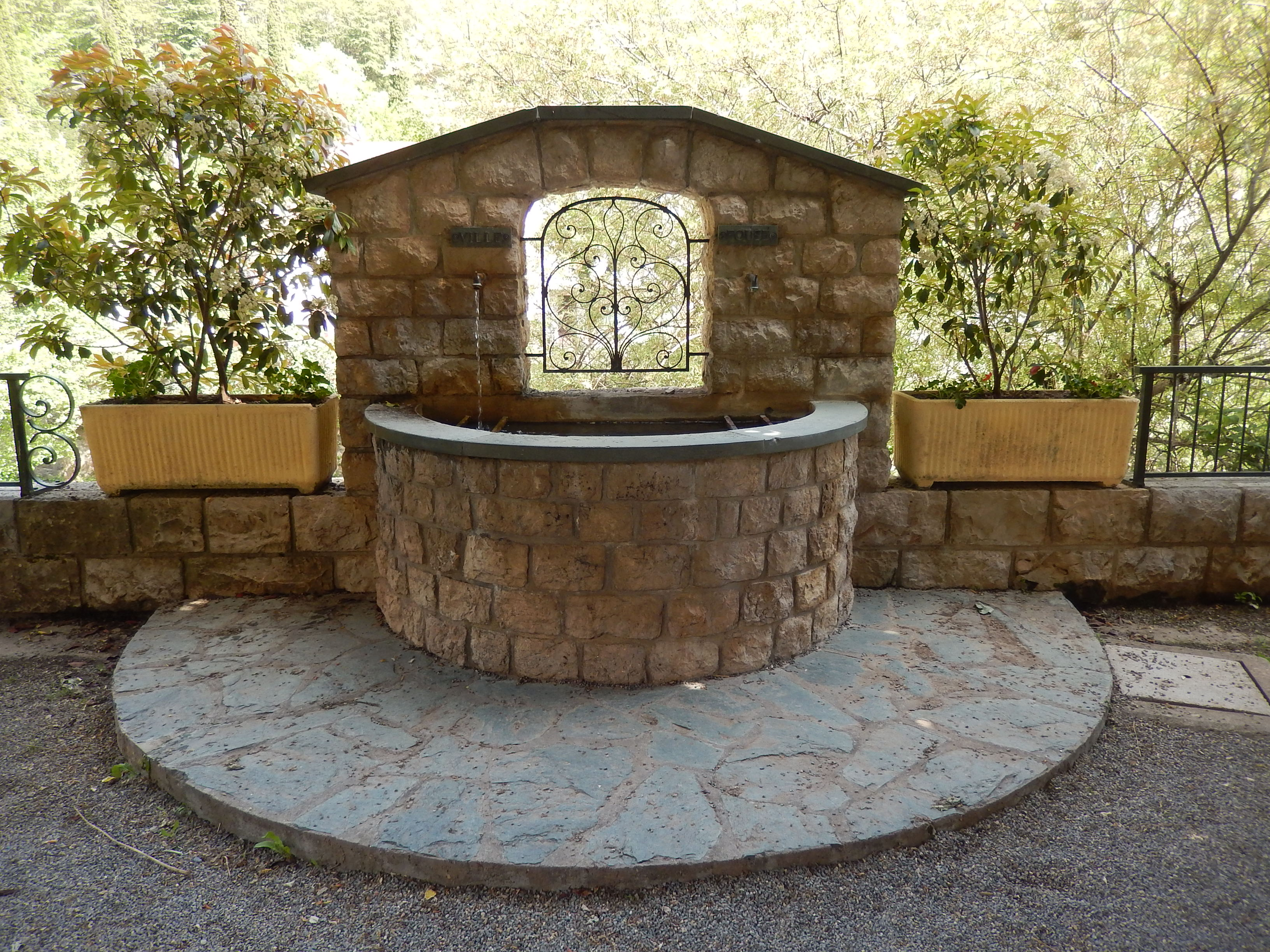
La Fontaine.
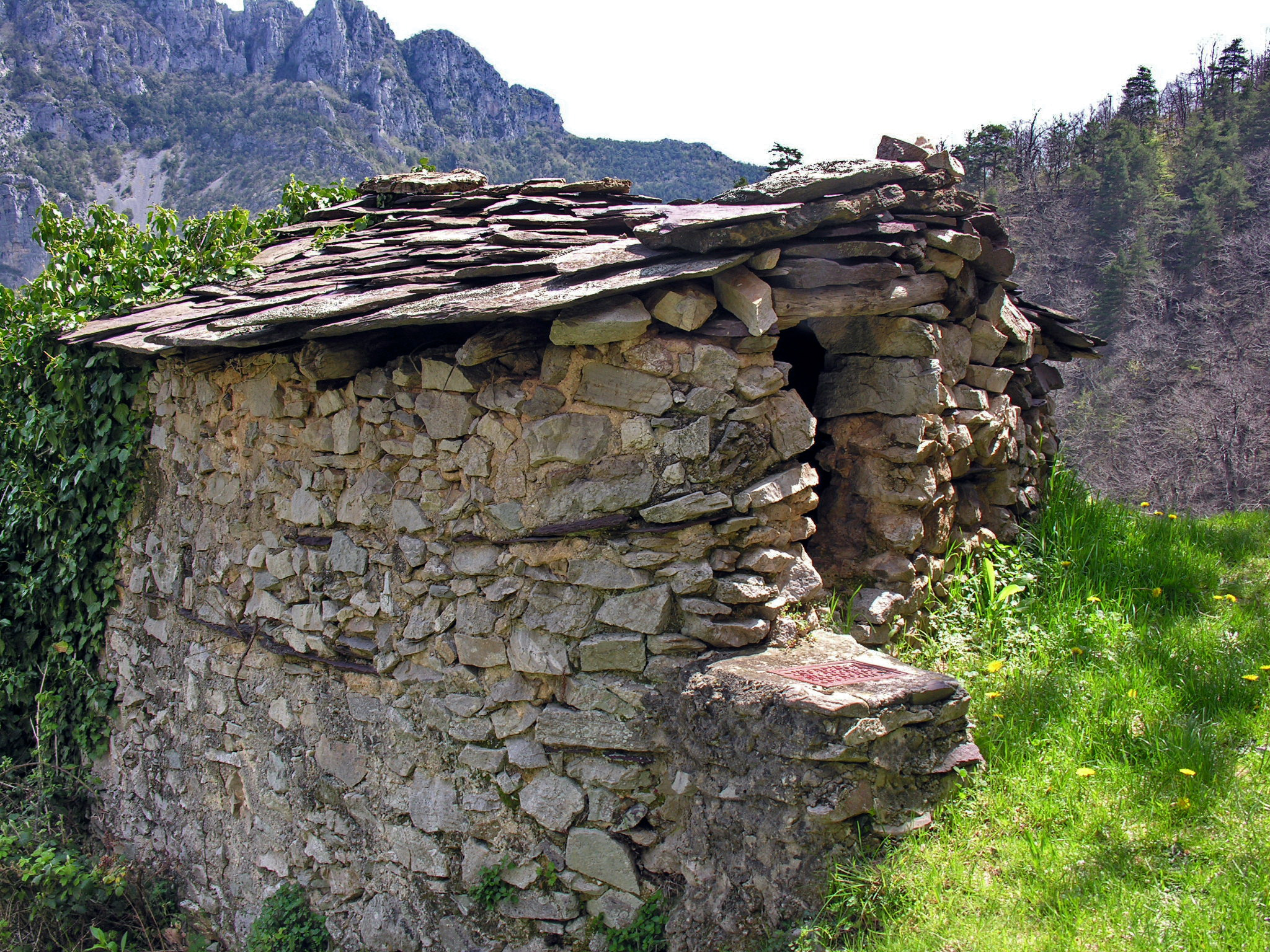
Séchoir à châtaignes dans la Haute vallée de la Roya.

- Sites archéologiques :
  - Habitat pastoral[60].
  - Site Les Conques[61].
  - Enclos de la cime de Causega[62].
- L'église Notre-Dame-de-la-Visitation. L'église a été inaugurée le 2 juillet 1632 comme l'indique une inscription latine se trouvant à droite de l'entrée du chœur :

L'an du Seigneur 1632, le second jour du mois de juillet, Urbain VIII étant pape, Jean-François Gandolfo, évêque de Vintimille, Ferdinand II, empereur d'Allemagne, Victor-Amédée Ier, duc de Savoie. Cet édifice sacré a été érigé en l'honneur de Dieu et dédié à la bienheureuse Vierge Marie, mère de Dieu, sous le vocable de la Visitation en présence du Révérend Jean Guiglotti, prêtre curé de la paroisse de Saorge qui en a posé la première pierre, des prieurs Bernard Bottone et Honoré Gioanni et d'une assemblée de fidèles.
L'église a servi d'hôpital pour soigner des soldats autrichiens pendant la guerre de Succession d'Espagne et la guerre de Succession d'Autriche.
Elle a été surélevée au XVIIIe siècle et on a ajouté un clocher baroque recouvert de tuiles vernissées.
L'horloge date de 1825 mais l’orgue, situé en tribune au-dessus de l’entrée est l’ancien orgue de Saorge. Il a été adapté en 1850 par Carlo Vittino, et restauré en 1983 par la Manufacture Provençale d’Orgues, dirigée par Yves Cabourdin.
L'église a été classée Monument historique en 1949.
- La chapelle Saint-Bernardin construite en 1701[65],[66].
- Bergue inférieur
  - La chapelle Notre-Dame-de-la-Merci construite en 1714[67]. La cloche provient de l'église Notre-Dame-del-Poggio de Saorge.
  - L'oratoire Saint-Roch construit en 1875.
  - Les granges d'Ughetto sur le plateau de la Céva[68], à la limite du parc du Mercantour. Un des bâtiments était couvert d'une toiture en chaume de seigle.
- Bergue supérieur
- Tourette, anciennement La Tour[69], avait servi de poste militaire sur le chemin de Groa[70].
- Le château de la Causéga[71],[72].
- Fontaine.
- Monument aux morts[73],[74],[75].
- Sites et patrimoine naturel :
  - Sentier Botanique[76].
  - Site Natura 2000 Marguareis - La Brigue - Fontan - Saorge (zone spéciale de conservation)[77].

### Héraldique
| Blason de Fontan | Blason  | Tranché : de sinople et de pourpre, à la fontaine du lieu d’argent brochant sur le tout. Devise / CriFontes aquarum (Sources des eaux).                                                                     |
| Blason de Fontan | Détails | Variante : De gueules à la fontaine jaillissante d‘argent, au franc-canton d’azur chargé de saint Georges à cheval terrassant le dragon, le tout d’argent. Le statut officiel du blason reste à déterminer. |

### Personnalités liées à la commune
- André Botton, conseiller général des Alpes-Maritimes dont il fut président ;
- Geoffrey Noguera, paléontologue diplômé de l'IPF ;
- Gaetan Ast, guitariste du groupe Amadeus Tappioka.